# I due presidenti
(Tag-line del film.)
I due presidenti (The Special Relationship) è un film per la televisione del 2010 diretto da Richard Loncraine su una sceneggiatura di Peter Morgan.
È il terzo film di una trilogia dedicata a Tony Blair, che analizza la carriera politica dell'ex primo ministro britannico, in carica dal 1997 al 2007, preceduto da The Deal (2003) e The Queen - La regina (2006), entrambi diretti da Stephen Frears.
Questo film racconta i "rapporti speciali" tra Blair e l'ex Presidente degli Stati Uniti Bill Clinton, interpretati rispettivamente da Michael Sheen e Dennis Quaid. Sviluppato in nove anni di storia, dal 1992 al 2001, viene raccontata l'amicizia tra i due capi di Stato fra pubblico e privato, sullo sfondo di manovre politiche, guerre, scandali sessuali ed altri eventi dell'epoca.
Con questo film, il suo sceneggiatore Peter Morgan avrebbe dovuto debuttare alla regia, ma a meno di un mese dall'inizio delle riprese la regia fu affidata a Loncraine. Il film è una co-produzione statunitense-britannica prodotta da Rainmark Films con il supporto di HBO Films e BBC Films.
Il film ha ottenuto cinque candidature ai Premi Emmy 2010, due ai Golden Globe 2011, tre ai Satellite Awards 2010 e una ai Premi BAFTA 2011.

## Cast
- Michael Sheen – il primo ministro inglese Tony Blair
- Dennis Quaid – il presidente degli Stati Uniti Bill Clinton
- Hope Davis – Hillary Clinton, moglie di Clinton
- Helen McCrory – Cherie Blair, moglie di Blair
- Mark Bazeley – Alastair Campbell, direttore della comunicazione di Blair
- Adam Godley – Jonathan Powell, capo dello staff di Blair
- Marc Rioufol –  il presidente francese Jacques Chirac

## Distribuzione
Il film è stato trasmesso negli Stati Uniti e Canada sul canale via cavo HBO il 29 maggio 2010, nel Regno Unito è andato in onda su BBC Two il 18 settembre 2010. In Italia la pellicola è stata distribuita nelle sale cinematografiche il 10 dicembre 2010 a cura di Medusa Film e trasmessa in televisione il 4 aprile 2013 su Iris.